# Ruch 26 Lipca

Flaga Ruchu 26 Lipca

Ruch 26 Lipca (hiszp. Movimiento 26; w skrócie M-26) – kubański ruch rewolucyjny kierowany przez Fidela Castro.

## Historia
Ruch formalnie założony został w 1955 roku, gdy Fidel Castro udał się do Meksyku celem utworzenia tam oddziałów partyzanckich. Nazwa ugrupowania upamiętniała atak na koszary armii w Santiago de Cuba z 26 lipca 1953 roku. Podczas pobytu Castro w Meksyku za działalność sabotażową i działalność polityczną ruchu na wyspie odpowiadali Enrique Oltuski i Frank País Armando Hart. Program ruchu zakładał dystrybucję ziemi chłopom, nacjonalizację sektora usług publicznych, industrializację, wprowadzenie powszechnej edukacji i przeprowadzenie uczciwych wyborów. Na początku 1957 roku Castro i wierni mu partyzanci przedostali się na wyspę i rozpoczęli rewolucję prowadzoną z gór Sierra Maestra. Jednocześnie powstały komórki organizacji w miastach. W 1959 roku objął władzę w kraju. W 1961 roku wszedł w skład partii Zjednoczone Organizacje Rewolucyjne.
Pod względem ideologicznym odwoływał się do radykalnie nacjonalistycznej ideologii José Martí.